# 麻瀛
麻瀛（1510年—？），字登之，直隸寧國府宣城縣人，軍籍，明朝政治人物。

## 生平
應天府鄉試第一百十七名舉人。嘉靖二十九年（1550年）中式庚戌科會試第一百八十二名，三甲第一百三十五名進士。嘉靖三十年（1551年）任河南杞縣知縣。官至按察司副使。

## 家族
曾祖麻泰十；祖父麻愈二；父麻偉，母王氏。具庆下。弟滋、漢、濟、注、涯。從弟麻溶。